# Artipe eryx
Artipe eryx är en fjärilsart som beskrevs av Carl von Linné 1771. Artipe eryx ingår i släktet Artipe och familjen juvelvingar. IUCN kategoriserar arten globalt som livskraftig. Inga underarter finns listade i Catalogue of Life.

## Bildgalleri

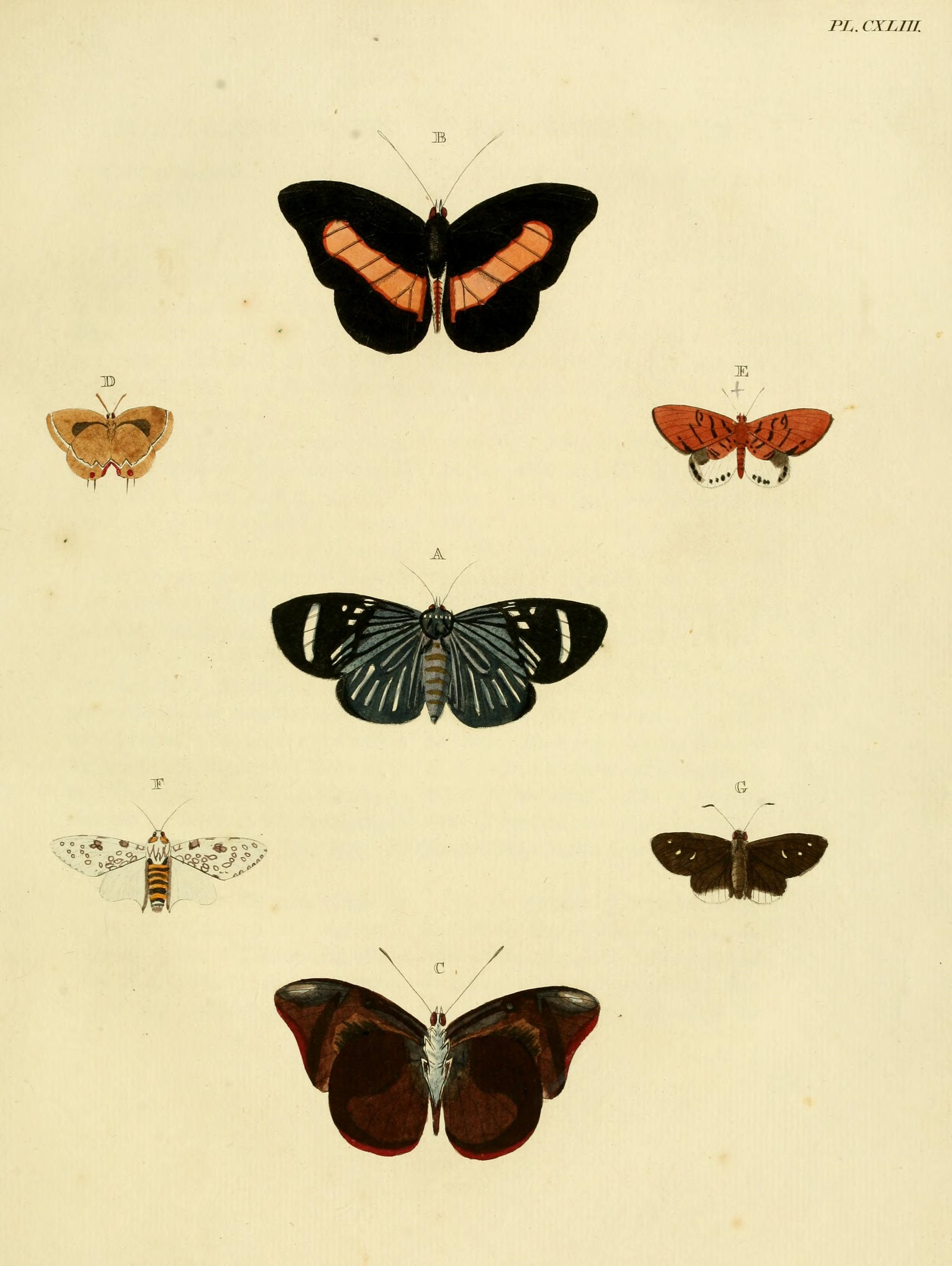
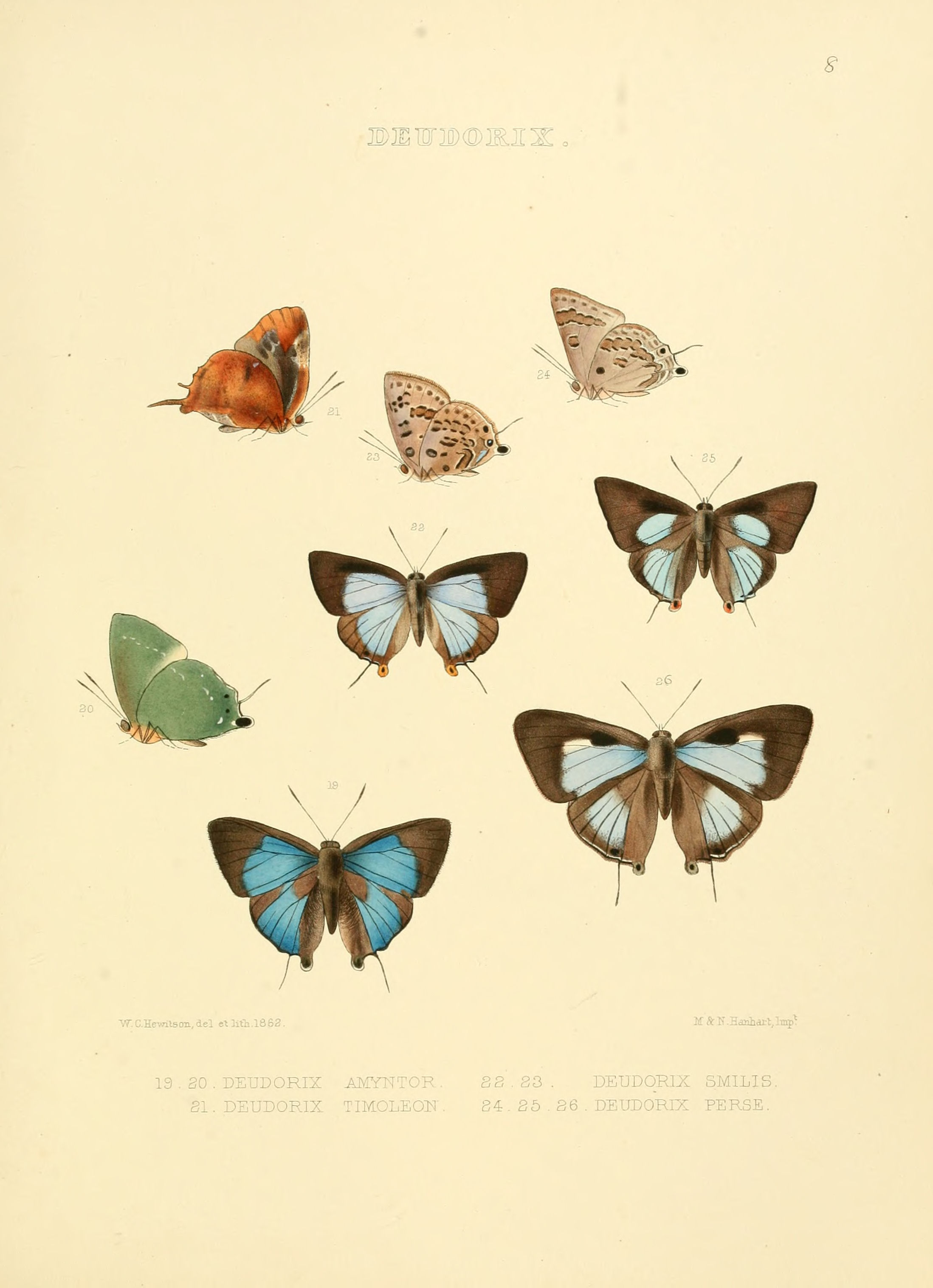